# Coleophora salicorniae
Coleophora salicorniae é uma espécie de mariposa do gênero Coleophora pertencente à família Coleophoridae.